# Toms Kantāns
Toms Kantāns est un joueur d'échecs letton né le 16 janvier 1994 à Riga, champion de Lettonie en 2023.
Au 1er octobre 2023, il est le numéro quatre letton avec un classement Elo de 2 483 points.

## Biographie et carrière
Grand maître international depuis 2017, Kantāns remporta :
- l'open de Pfalz 2018 à Neustadt ;
- le championnat de Lettonie d'échecs en 2023 avec 8,5 points sur 9[2] (il finit deuxième du championnat national en 2015 et 2017) ;
- le tournoi open Canadian Transitional en 2023 avec 7,5 points sur 9[3].

Kantāns a représenté la Lettonie lors des olympiades de 2010, 2014, 2018 et 2022. Lors de l'Olympiade d'échecs de 2022, il marqua 7 points sur 11 au premier échiquier et la Lettonie finit 17e de la compétition. En 2015, il participa au championnat d'Europe d'échecs des nations avec Lettonie et marqua 3,5 points sur 8 au quatrième échiquier.